# Peter Stewart (Archäologe)
Peter C. N. Stewart (* 1971 in Belfast) ist ein britischer Klassischer Archäologe.
Peter Stewart besuchte von 1983 bis 1990 die Royal Belfast Academical Institution in Belfast. Anschließend studierte er am Clare College der University of Cambridge, wo er einen Master of Arts, einen Master of Philosophy sowie einen Ph.D. (1998) erlangte. Er lehrte 1997/98 zunächst auch an dieser Universität. Anschließend war er ab 1998 Lecturer an der University of Reading und ab 1999 Kurator am Ure Museum of Greek Archaeology der Universität. Von dort wechselte er im Oktober 2000 an das Courtauld Institute of Art der Universität London, wo er Reader für Antike Kunst und ihr Nachleben war. Hier war er zudem 2010/11 Dekan. Im Oktober 2011 ging Stewart an die University of Oxford. Er wurde dort Associate Professor of Classical Art and Archaeology sowie in Nachfolge von Donna C. Kurtz Direktor des Classical Art Research Centre – Beazley Archive sowie Fellow am Wolfson College, dessen Leitungsgremium er auch angehört. 
Stewarts Forschungsinteressen sind weit gespannt, liegen aber vorrangig in der antiken Skulptur. Dabei forscht er nicht nur wie viele seiner Kollegen zu den klassischen Zeiten der Skulptur, sondern auch immer wieder zu vergleichsweise randständigen Gebieten. So untersuchte er etwa die Einflüsse der griechisch-römischen Kunst auf die Kunst von Gandhara oder provinzialrömischen Skulpturen. Zudem interessiert er sich für die neuzeitliche Rezeption antiker Statuen und deren Sammlungsgeschichte. So publizierte er einen Katalog der Sammlung antiker Statuen in Wilton House.

## Schriften (Auswahl)
- Statues in Roman Society. Representation and Response. Oxford University Press, Oxford 2003, ISBN 0-19-924094-9.
- Roman Art (= New surveys in the classics Bd. 34). Oxford University Press, Oxford 2004, ISBN 0-19-852081-6.
- The Social History of Roman Art. Cambridge University Press, Cambridge 2008, ISBN 978-0-521-81632-8, ISBN 978-0-521-01659-9.
- mit Wannaporn Rienjang (Hrsg.): Problems of Chronology in Gandhāran Art. Proceedings of the First International Workshop of the Gandhāra Connections Project, University of Oxford, 23rd-24th March, 2017. Archaeopress, Oxford 2018, ISBN 978-1-78491-855-2.
- mit Wannaporn Rienjang (Hrsg.): The Geography of Gandhāran Art. Proceedings of the Second International Workshop of the Gandhāra Connections Project, University of Oxford, 22nd-23rd March, 2018. Archaeopress, Oxford 2019, ISBN 978-1-78969-186-3.
- A Catalogue of the Sculpture Collection at Wilton House. Archaeopress, Oxford 2020.